# Thiago Santos (Fußballspieler, 1989)
Thiago Santos, vollständiger Name Thiago dos Santos, (* 5. September 1989 in Curitiba) ist ein brasilianischer Fußballspieler. Er wird auf der Position eines zentralen, defensiven Mittelfeldspielers eingesetzt, alternativ auch als rechter oder linker Innenverteidiger. Sein spielstarker Fuß ist der Rechte.

## Karriere
Thiago Santos begann seine Laufbahn im Nachwuchsbereichen verschiedener unterklassiger Klubs. 2014 kam er zur Austragung der Meisterschaftsrunde zu América Mineiro. Mit diesem trat Santos das erste Mal in Brasiliens zweithöchster Spielklasse der Série B an. Sein erstes Spiel bestritt er am 19. April 2014, dem ersten Spieltag der Saison, ein Auswärtsspiel beim CR Vasco da Gama. In dem Spiel wurde er in der 78. Minute für Leandro Guerreiro eingewechselt. In der Saison erzielte Santos auch sein erstes Tor in der Liga. Im Auswärtsspiel gegen den Luverdense EC am 19. November 2014, dem 36. Spieltag, erzielte Santos in der 71. Minute den 1:1-Ausgleich (2:1).
Im August 2015 wechselte Santos zur SE Palmeiras. Der Kontrakt erhielt eine Laufzeit bis 2018. Mit Palmeiras trat er fortan in der Série A an. Seinen Einstand in der obersten Liga gab Santos im Heimspiel am 30. August 2015 gegen den Joinville EC. In dem Spiel wurde er in der 73. Minute für Gabriel Jesus eingewechselt. Palmeiras gewann 2015 zwar den Copa do Brasil, Santos stand aber in keinem Spiel im Kader. In der Saison 2016 gab Santos mit Palmeiras auch seinen Einstand auf internationaler Klubebene. In der Copa Libertadores 2016 traf sein Klub im ersten Spiel der Gruppenphase am 17. Februar 2016 auswärts auf River Plate Montevideo. In dem Spiel stand Santos in der Startelf.
In der Série A 2016 erzielte Santos seinen ersten Ligatreffer in der Série A. Mit diesem und 25 von 38 möglichen Einsätzen trug Santos seinen Teil zum Gewinn der neunten Meisterschaft von Palmeiras bei. Sein Tor erzielte er am 3. Juni 2016 im Heimspiel gegen den Grêmio FBPA. In dem Spiel erzielte er in der 84. Minute das Tor zur 4:2-Führung (4:3). Im Januar 2017 wurde die Vertragsverlängerung von Santos bei Palmeiras bekannt.
Am 10. Februar 2018 mit dem Spiel gegen den Mirassol FC in der Staatsmeisterschaft von São Paulo bestritt Santos sein 100. Pflichtspiel für Palmeiras.
Unter dem neuen Trainer Luiz Felipe Scolari, der Palmeiras im Juli 2018 übernahm, konnte Santos seinen Platz als Stammspieler bewahren. Scolari gab ihm dem Spitznamen Cachorrão (deutsch: großer Hund) Beim Gewinn der zehnten nationalen Meisterschaft durch Palmeiras in der Série A 2018, stand Santos 23 Mal auf dem Platz und erzielte dabei ein Tor.
Im Dezember 2019 gab der FC Dallas die Verpflichtung von Santos bekannt. Der Klub zahlte an Palmeiras eine Ablösesumme von 700.000 US-Dollar. In der Major League Soccer 2020 bestritt er 22 Spiele (kein Tor) und kam er mit Dallas bis ins Halbfinale der Western Conference. Im März 2021 kehrte zurück in seine Heimat, wo er beim Grêmio FBPA einen Kontrakt unterzeichnete. Der Vertrag erhielt eine Laufzeit über drei Jahre. Die Ablösesumme an Dallas eine Million US-Dollar. Konnte er mit dem Klub im Mai 2021 noch die Staatsmeisterschaft von Rio Grande do Sul gewinnen (sechs Spiele, kein Tor), so musste er mit dem Klub am Ende der Série A 2021 als Tabellensiebzehnter in die Série B 2022 (27 von 38 möglichen Spiele, vier Tore) absteigen. In der Série B 2022 erreichte Grêmio den zweiten Tabellenplatz und der direkte Wiederaufstieg. Santos bestritt hier 19 Spiele und erzielte ein Tor. Nachdem er mittlerweile über die Rolle eines Reservespielers nicht hinaus gekommen war, verließ er den Klub.
Ende März 2023 wurde seine Verpflichtung durch den Fluminense FC aus Rio de Janeiro bekannt. Der Kontrakt erhielt eine Laufzeit bis Jahresende 2024. Mit Fluminense gewann er die Copa Libertadores 2023, wobei er in einem Gruppenspiel zum Einsatz kam.

## Erfolge
Palmeiras
- Campeonato Brasileiro de Futebol: 2016, 2018

Grêmio
- Staatsmeisterschaft von Rio Grande do Sul: 2021, 2022

Fluminense
- Copa Libertadores: 2023
- Recopa Sudamericana: 2024